# Королевский кубок Испании по мини-футболу
Королевский кубок Испании по мини-футболу (исп. Copa del Rey de Fútbol sala) — мини-футбольное соревнование, организуемое Национальной лигой мини-футбола и Королевской испанской футбольной федерацией. Разыгрывается с сезона 2010/11. 
В отличие от кубка Испании, который проводится за несколько дней с участием восьми ведущих команд чемпионата, розыгрыш Королевского кубка проходит в несколько этапов и в нём принимают участие клубы как высшего, так и низших дивизионов.

## Финалы
| Сезон   | Победитель | Финалист       | Счёт |
| ------- | ---------- | -------------- | ---- |
| 2010/11 | Барселона  | Интер Мовистар | 4:3  |